# Mantidactylus femoralis
Mantidactylus femoralis är en groddjursart som först beskrevs av George Albert Boulenger 1882.  Mantidactylus femoralis ingår i släktet Mantidactylus och familjen Mantellidae. IUCN kategoriserar arten globalt som livskraftig. Inga underarter finns listade i Catalogue of Life.